# Progetto Comenius
Il progetto Comenius è un programma settoriale europeo appartenente al Programma di apprendimento permanente, insieme al programma Leonardo da Vinci, al progetto Erasmus e al programma Grundtvig. È intitolato al pedagogista ceco Comenius (1592-1670).
Le azioni Comenius nascono come programma di sostegno volto a garantire lo sviluppo e la formazione scolastica, per aiutare i giovani e il personale docente a comprendere meglio le culture europee, le diverse lingue e valori.

## Obiettivi
Comenius promuove lo sviluppo della conoscenza e della comprensione del valore delle diversità culturali e linguistiche in tutta Europa. Prevede il miglioramento della qualità e l'aumento del volume della mobilità degli scambi di allievi, personale docente e istituti scolastici nei vari Stati membri dell'Unione europea, in modo da coinvolgerli in attività educative congiunte. Favorendo scambi culturali tra studenti, Comenius si impegna ad aiutare i giovani ad acquisire le competenze di base necessarie allo sviluppo dell'individuo, migliorare e aumentare i partenariati tra scuole dei diversi paesi UE, incoraggiando inoltre, l'apprendimento di lingue straniere. Il personale docente perfeziona la qualità e la dimensione europea della propria formazione, oltre a potenziare le metodologie pedagogiche e la gestione scolastica.

## I partecipanti
Il progetto si rivolge a tutti gli alunni dell'istruzione scolastica fino al termine degli studi secondari superiori, a tutti gli istituti scolastici, e al relativo personale, alle associazioni, alle organizzazioni senza scopo di lucro e alle ONG che rappresentano i soggetti coinvolti nell'istruzione. Possono partecipare anche i centri di ricerca che hanno come oggetto le tematiche riguardanti l'apprendimento permanente e gli organismi che forniscono servizi di orientamento, consulenza e informazione scolastica. I partecipanti all'attività hanno l'opportunità di migliorare le proprie competenze, ampliare le loro conoscenze e raggiungere una più ampia consapevolezza dell'istruzione in ambito europeo.

## Attività progettuali
La mobilità individuale è una della attività chiave all'interno del programma di apprendimento permanente e può riguardare sia gli alunni che i docenti. Quest'attività permette al personale impegnato nell'istruzione scolastica di partecipare ad attività di formazione in un paese europeo, per un periodo che può durare fino a 6 settimane. I docenti hanno la possibilità di svolgere un'attività di formazione quale un corso di dimensione europea, oppure un tirocinio in una scuola o in un'organizzazione che si occupa di istruzione scolastica, riguardanti le competenze pratiche, i contenuti e le modalità d'insegnamento, i sistemi e le politiche dell'istruzione scolastica. La formazione degli insegnanti di lingua straniera avviene in un paese dove la lingua stessa è parlata e insegnata.
Lo sviluppo di partenariati è un'altra attività con l'obiettivo di incentivare la cooperazione transnazionale tra istituti scolastici europei. Offre a studenti e insegnanti facenti parte al programma la possibilità di lavorare in gruppo, migliorando la capacità di comunicare in altre lingue.
Tra i destinatari del partenariato sono eleggibili tutti gli istituti scolastici, di tipo generale, tecnico o professionale dei paesi partecipanti al progetto, ovvero gli istituti di livello prescolare, primario e secondario. I partenariati si dividono in multilaterali, laddove siano coinvolti almeno tre paesi dell'Unione Europea e bilaterali, ossia tra due scuole di due paesi diversi, con lo scopo di attivare lo scambio culturale tra classi, per incentivare l'apprendimento delle lingue tra allievi di almeno 12 anni di età.
Obiettivo di questi partenariati rivolti agli alunni è accrescere la consapevolezza di sé, della propria cultura e di quella dei paesi partner attraverso un confronto diretto con coetanei negli altri paesi.
Le attività previste dal partenariato sono integrate nelle normali attività della scuola e rientrano nel percorso di studi degli alunni interessati.
Durante lo scambio gli studenti devono lavorare intensamente insieme alle attività previste dal partenariato per poter, poi, realizzare un prodotto finale bilingue comune.
I partenariati focalizzati sulla gestione e sui metodi pedagogici offrono al personale docente l'opportunità di uno scambio di esperienze e d'informazioni tra i colleghi dei vari paesi europei e comportano spesso una cooperazione con organismi della comunità locale nella quale hanno sede gli istituti.

## Partner associati
Possono partecipare a queste attività anche partner associati, come autorità locali e regionali, organizzazioni dei genitori e degli alunni, istituzioni per la formazione degli insegnanti.
I Partenariati Comenius Regio promuovono attività di cooperazione tra le autorità locali o regionali, che operano nel campo dell'istruzione scolastica in Europa, al fine di aiutare le regioni a migliorare l'offerta educativa per le giovani generazioni.
Lo scopo principale di Comenius Regio è quello di favorire lo sviluppo di una cooperazione strutturata tra i responsabili delle politiche educative delle regioni partner. La struttura dei Partenariati Comenius Regio è bilaterale, in quanto il Partenariato deve coinvolgere due “consorzi regionali” di due Paesi diversi partecipanti al Programma PAP. I Partenariati Comenius Regio hanno una durata biennale.

## Reti multilaterali
Le reti Comenius incoraggiano la cooperazione in rete tra istituti e organizzazioni che hanno progetti multilaterali attivi su materie di interesse comune. Hanno lo scopo di promuovere la cooperazione europea e l'innovazione in specifiche aree tematiche di particolare importanza per l'istruzione scolastica nel contesto europeo.
Una volta approvate, le Reti ricevono un finanziamento di durata triennale e l'azione è gestita interamente dalla Commissione europea attraverso l'Agenzia Esecutiva EACEA (Education, Audiovisual & Culture Executive Agency).
I progetti multilaterali permettono di sviluppare partenariati in cui organizzazioni di almeno 3 diversi Paesi europei lavorano insieme con l'obiettivo di migliorare la formazione degli insegnanti e di tutto il personale impegnato nell'istruzione scolastica. L'azione è gestita dalla Commissione europea, tramite l'Agenzia Esecutiva con il fine di sviluppare, promuovere e diffondere le migliori prassi nel settore dell'istruzione, compresi nuovi metodi o materiali didattici, acquisire o scambiare esperienze su sistemi di informazione o di orientamento per docenti, elaborare, promuovere e diffondere nuovi corsi o nuovi contenuti didattici per la formazione degli insegnanti